# فرودگاه اولدس-دیدسبوری
فرودگاه اولدس-دیدسبوری (به انگلیسی: Olds-Didsbury Airport) یک فرودگاه همگانی است که یک باند فرود چمن دارد و طول باند آن ۵۸۹ متر است. این فرودگاه در کشور کانادا قرار دارد و در ارتفاع ۱۰۲۴ متری از سطح دریا واقع شده‌است.